# キノリン
キノリン (quinoline) は分子式 C9H7N、分子量  129.16 の複素環式芳香族化合物の一種である。その構造を、1-アザナフタレン、1-ベンズアジン、ベンゾ[b]ピリジンと表すこともできる。無色で吸湿性の油状物質で、強い臭いをもつ。
水にはわずかしか溶けないが、多くの有機溶媒に容易に溶ける。光が当たる場所で長期保存すると、キノリンは黄色に、さらに褐色へと変色する。
キノリンは色素、高分子、農薬の製造において、合成中間体として用いられる。保存剤、消毒剤、溶媒としても利用される。
キノリンは有毒である。キノリンの蒸気に短時間さらされると、鼻、眼、喉に炎症を生じ、めまいと吐き気を催す。長期間さらされた場合の影響ははっきりと知られてはいないが、肝臓の損傷との関係が疑われている。
毒物及び劇物取締法により劇物に指定されている。
消防法による第4類危険物 第3石油類に該当する。

## 存在と合成法
キノリンは、コールタールの中に発見され、そこから1834年にF.ルンゲによる最初の抽出が行われた。
キノリンは以下に示す手法で合成できる。
Combes 合成
アニリンと 1,3-ジケトンから生じるイミンを酸で環化させる。

Conrad-Limpach 合成
アニリンとβ-ケトエステルを用いる。

Doebner-Miller 反応
アニリンとα,β-不飽和カルボニル化合物を用いる。

Friedländer 合成
2-アミノベンズアルデヒドとアセトアルデヒドを用いる。

Skraup 合成
ニトロベンゼンと硫酸のもとに、グリセロールとアニリンに硫酸鉄(II)を作用させる。詳細はスクラウプのキノリン合成を参照。

Povarov 合成
アニリン、ベンズアルデヒドと活性アルケンを用いる。
Camps 合成
o-（アシルアミノ）アセトフェノンを塩基により環化させる。

Knorr 合成
β-ケトアニリドから酸のもとで (1H)-キノリン-2-オンを得る。
Gould-Jacobs 反応
アニリンとエトキシメチレンマロン酸エステルとの縮合環化。